# Hałyniec
Hałyniec (biał. Галынец; ros. Голынец; pol. hist. Hołyniec) – osiedle na Białorusi, w obwodzie mohylewskim, w rejonie mohylewskim, w sielsowiecie Bujniczy.
Znajduje tu się stacja kolejowa Hałyniec, położona na linii Osipowicze – Mohylew.